# Um Beijo
"Um Beijo" é uma canção do cantor brasileiro Luan Santana, gravada para seu segundo DVD, intitulado Ao Vivo no Rio (2011). Foi lançada com o terceiro single do álbum pela Som Livre em 10 de março de 2011.
Ao lado de "Amar Não é Pecado", foi um grande sucesso radiofônico de 2011, chegando a liderar as paradas no mês de abril de 2011 na Billboard Brasil Hot 100 Airplay.

## Desempenho nas tabelas musicais

### Posições
| Tabela musical (2011)                         | Melhor posição |
| --------------------------------------------- | -------------- |
| Billboard Hot 100 Airplay                     | 1              |
| Billboard Hot Popular Songs                   | 3              |
| Billboard Brasil Regional São Paulo Hot Songs | 11             |

## Histórico de lançamento
| País   | Data                | Formato    | Gravadora |
| ------ | ------------------- | ---------- | --------- |
| Brasil | 10 de março de 2011 | Mainstream | Som Livre |